# Gerald Lehner (Schiedsrichter)

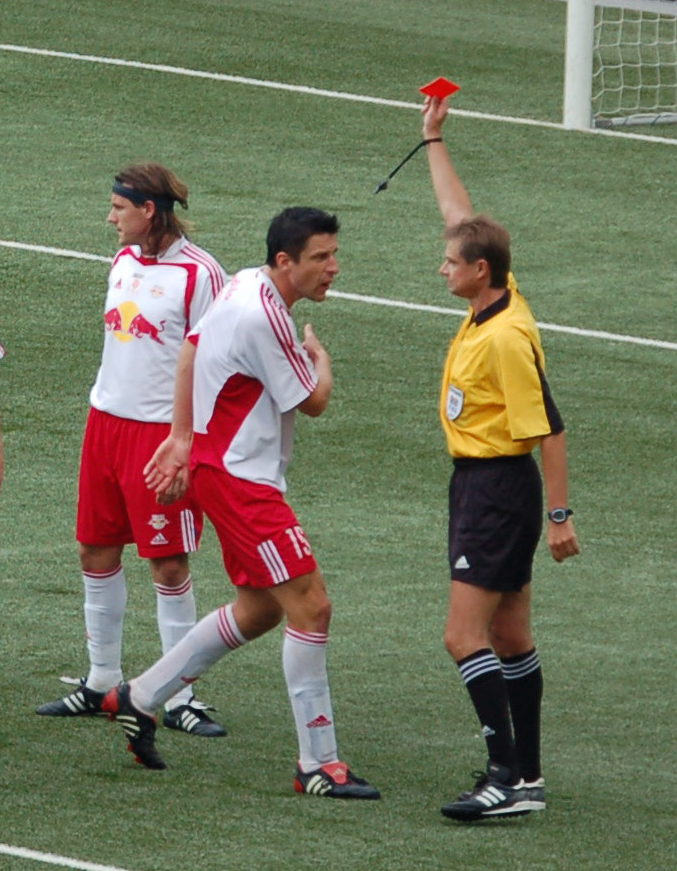
Gerald Lehner

Gerald Lehner (* 12. März 1968 in Timelkam; † 2. September 2016) war ein österreichischer Fußballschiedsrichter. 
Lehner war gelernter Anlagentechniker. 
Ab dem 1. Juli 1995 war Lehner Schiedsrichter bei der österreichischen Fußball-Bundesliga und seit dem 1. Jänner 2002 FIFA-Schiedsrichter.
Er leitete unter anderem zwei Spiele bei der U-21-Fußball-Europameisterschaft 2006 in Portugal. 
Am 11. August 2008 wurde vom Schiedsrichterwesen des ÖFB bekannt gegeben, dass Lehner ab sofort als Schiedsrichter in der Bundesliga nicht mehr in Frage kommt, da er den erforderlichen Fitnesstest nicht bestanden hat. Schon zur Saison 2007/2008 erhielt Lehner eine Ausnahmeerlaubnis. Lehner gab als Grund für sein Scheitern seine Zuckerkrankheit an.
Am 2. September 2016 ist Gerald Lehner im Alter von nur 48 Jahren gestorben.